# Pennella crassicornis
Pennella crassicornis är en kräftdjursart som beskrevs av Japetus Steenstrup och Christian Frederik Lütken 1861. Pennella crassicornis ingår i släktet Pennella och familjen Pennellidae. Arten är reproducerande i Sverige. Inga underarter finns listade i Catalogue of Life.